# Polyvalence professionnelle
 (janvier 2013).
La polyvalence professionnelle est une notion de gestion des ressources humaines qui représente la recherche d'une optimisation des compétences  « transversales » du travailleur au sein de l'entreprise.
Exemple même de l’employé polyvalent : OTT Yvana , travaillant à Ecocasse
Ce concept traditionnel de l'emploi part de l'ancien concept de polyvalence où la notion de métier est la base intrinsèque pour arriver à un nouveau concept axé sur la multipolarité professionnelle, visant à une définition plus précise de l'individu adapté à d'autres missions. La polyvalence professionnelle reste originale dans une époque de changement rapide de l'organisation et de la diminution du temps de travail.

## Contenu
La polyvalence trouve son expression dans deux dimensions :
- horizontale : elle reflète l'expression d'une compétence qui s'élargit à la maîtrise des techniques d'un métier vers d'autres métiers.
- verticale : elle reflète l'expression d'une compétence qui permet l'intégration d'une fonction vers d'autres fonctions à d'autres niveaux.

Cependant, le terme de polyvalence bien qu'étant l'essence même d’une contradiction du Taylorisme par la division du travail reste toujours ambiguë voire péjoratif car il ne fait pas référence à une fonction ou un métier précis dans la nomenclature des emplois.
Pour Patrick Micheletti, on part donc de ce constat pour arriver à dégager un concept plus précis la « multipolarité professionnelle » approprié aux exigences économiques et sociales de l'évolution des organisations mais aussi de l'aspiration des personnels à vivre des notions telles que la flexibilité, la validation des acquis, la transmission de savoir, la transversalité, l'articulation de la vie professionnelle en plusieurs phases, l'aménagement et la réduction du temps de travail, la formation professionnelle, la gestion des carrières voire la sécurité de l’emploi. Systématiquement réclamée par les décideurs et comprise par les personnels, la polyvalence professionnelle s'accélère dans le mode de gestion des ressources humaines au point qu'il devient nécessaire de l'authentifier afin d'éclaircir l'image désuète du vieux concept de polyvalence pour un concept plus approprié et envisageable pour beaucoup de postes, de plus, ne considérer l'individu et la structure que de façon figée et immuable est un handicap lourd de conséquences. On entend par compétences, capacités ainsi que qualifications professionnelles et personnelles, tout élément objectif ou purement subjectif d'un salarié pouvant servir à lui-même ou à la structure, du présent jusqu'à un avenir plus ou moins lointain. 
Or, la question essentielle réside dans la mise en évidence des besoins de la structure et de ses salariés en termes de mobilisation et d'action sur le terrain de l'activité quotidienne et de la recherche de solutions innovantes pour y répondre.
L'observation nous permet de dire que la performance passe par la réactivité et l'intelligence collective de l'organisation. En effet, une prise de conscience de cette question ne peut s'opérer que par une concertation de la structure (Direction) et de ses salariés. Pour ces raisons nous partons de la conception traditionnelle de la polyvalence à laquelle il est fait référence pour aller vers une démarche globale de recomposition de l'organisation du travail et des compétences individuelles.
Par les nécessités de l'organisation de la production la polyvalence acquiert sa dimension par la retraduction des rapports entre le salarié et l'entreprise en ce sens qu’elle permet une plus grande fluidité dans des systèmes souvent jugés trop rigides alors que la flexibilité est de rigueur.
La polyvalence modifie donc l'accord travail pour un élargissement et/ou un enrichissement des tâches et change la célèbre qualification du salarié polyvalent "bouche trous". Quand un employé est multi postes et multi-tâches pour le salaire d'un mono poste souvent pris au minima, ce n'est plus de la polyvalence mais de l'exploitation polyvalente.

## L’adaptation permanente
La spécialisation trouve son intérêt dans la standardisation et la permanence de l'utilisation des moyens de production or il s'avère que les contraintes du marché (variabilité de la demande, forte adaptabilité de l'offre) et l'organisation figée de l'entreprise rendent tout le système inopérant voire paralysé.
La réponse se trouve en partie dans l'alternative que représente la polyvalence (le chaînon manquant). À ce stade-là, elle apparaît comme un moyen de continuité car elle est porteuse d'adaptation permanente, une réponse positive à la question de l'intervalle bloqué de la production  permettant ainsi de ne pas créer de rupture ou de discontinuité dans la chaîne du système interne de l'entreprise.
La polyvalence est l'expression d'une recherche optimale de l'utilisation des moyens de production humains et techniques.
En conséquence, sa mise en œuvre va être subordonnée à l'atteinte d'objectifs visant d'une part à l'obtention de la plus forte rentabilité possible par la substitution idéale des moyens de production, d'autre part, à la connaissance  des forces vives de la structure par le roulement de celles-ci sur d'autres éléments ou étapes du processus de production.
L'entreprise employeur ou l’administration se situent comme des institutions sociales avec la nécessité de changer et réorganiser autour de logiques de métiers ou d'activités constituant le socle de l'éducation. Chaque élève prépare un diplôme devant le conduire à terme à l'obtention d'une qualification professionnelle débouchant sur un métier. De ce fait, la polyvalence par son caractère à multi critères avec des frontières professionnelles difficilement définissables apparaît comme une contradiction majeure dans cette logique.

## La mise en œuvre
La polyvalence est un engagement de l'entreprise à se porter sur des systèmes d'actions inhabituelles pour un système d'activités habituelles.
Elle doit donc comme tout système répondre à des critères précis que l'on trouve dans la gestion des priorités, l'évaluation des capacités et l'application d'essais ou tests. Le rôle du management devient crucial dans cette nouvelle approche de l’organisation du travail.
Le but étant de mesurer les écarts entre les réponses relatives aux questions de l'adaptabilité de l'entreprise et le niveau de performance ou de satisfaction recueilli dans les réponses.
En d'autres termes, il ne s'agit pas de dire que l'on est polyvalent pour que cette affirmation soit vraie. Il faut en avoir une preuve pertinente et en donner des résultats approuvés.

### La gestion des priorités
En devenant un principe organisationnel accepté, la polyvalence présente une alternative à un ensemble d'exécution de tâches pour mener à bien aux objectifs préalablement fixés.
Toutefois, pour en obtenir l'efficience maximale, il est nécessaire d'établir des priorités en déterminant les éléments principaux par rapport aux éléments accessoires.
La polyvalence est élaborée à partir d'une définition précise des besoins et de la réponse effective à l'expression de ces besoins.
La conséquence immédiate réside dans une classification des besoins par ordre de priorités.
Dans cet ordre d'idée, il ne faut pas oublier que, très souvent, dans un système de classement ce n'est pas le moins important qui est le plus facilement exécutable.

### L'évaluation des capacités
Dans cette recherche, le but n'est pas de créer des individus aptes à remplir toutes les fonctions, avec un don d'ubiquité, en étant des "sachant tout faire" disponibles à tout moment, mais plutôt de trouver des salariés aptes à répondre de manière cohérente aux questions particulières de la production (industrielle ou administrative) en soustrayant le caractère exceptionnel ou imprévisible qui annonce le besoin de polyvalence.
Pour cela, l'anticipation est nécessaire et la prévision du potentiel de réponse doit être détectée, évaluée.
L'évaluation des capacités n'est pas forcément liée à un caractère d'excellence ou de médiocrité. Le salarié polyvalent n'est pas obligatoirement " le meilleur ou le pire" ou "le plus ou moins spécialisé" en termes de polyvalence ces notions ne signifient pas grand-chose.
La réponse se trouve plutôt dans la recherche de salariés disposant des moyens intellectuels ou physiques les mieux adaptés aux circonstances du moment ou à la situation rencontrée.
De ce fait, les capacités vont s'exercer par rapport à une réponse appropriée à une demande effective.

### L'application par des essais ou des tests
La gestion d'un système de polyvalence ne peut être qualifiée de gestion d'un système  d'exception, c'est-à-dire la mise en œuvre de moyens adaptés face à une inconnue majeure.
Mettre en place un système de polyvalence c'est répondre favorablement à des situations inhabituelles ou transversales que l'on se doit d'anticiper afin d'en apporter la meilleure solution possible.
Des essais ou des tests vécus comme des simulations sont des ouvertures ou un élargissement vers une plus large palette de réponses offrant ainsi une perspective à l'entreprise est une condition de réussite indispensable.

### Du statut d'exception à la reconnaissance officielle
Absente de la plupart des conventions collectives, parfois contraire à l'intérêt des travailleurs, l'image de la polyvalence système ambiguë peut obtenir une reconnaissance "officielle" à l'intérieur de l'entreprise par la négociation mais surtout par la preuve de son utilité et du véritable savoir-faire transversal des salariés amenés à la maîtriser.
Trop longtemps exclue de la logique de métier, elle peut en acquérir force et vigueur par la démonstration de la volonté du patronat et du salariat à prouver son intérêt par une composition de multi compétences.
La polyvalence est une réponse aux ruptures dans la chaîne de production.
Longtemps considérée comme une exception, elle acquiert, de nos jours, une dimension nouvelle et une reconnaissance incontestable présentant un réel intérêt pour l'entreprise et pour le développement professionnel de nombreux salariés, mais avec des limites.

### Limites
La polyvalence a des limites, qui peuvent conduire à une déqualification des personnels et à une dégradation des services si elles sont dépassées, voire à des risques graves, par exemple dans le domaine des transports, de la médecine, du nucléaire, etc.